# Абдулжамил
Абдулжамил (узб. Abdulvahhob Mirzo) — гератский каллиграф эпохи Империи Тимуридов. Личный секретарь Алишера Навои. Преподавал в Медресе Султания в Герате. Переписал ряд произведений Алишера Навои, таких как, «Хамса», «Наводир ун-нихоя» и др. Составлял сборник лирических сочинений поэта «Тухфат ус-Салотин».
Переписанные Абдулжамилем «Хамса» хранится в Ташкентском государственном институте востоковедения Академии наук Узбекистана, а сборник «Тухфат ус-Салотин» в Британском музее.